# Pseudolasius bayonii
Pseudolasius bayonii é uma espécie de formiga do gênero Pseudolasius, pertencente à subfamília Formicinae.